# Sumitomo Mitsui Financial Group
Sumitomo Mitsui Financial Group, Inc. (SMFG; 株式会社三井住友フィナンシャルグループ Kabushiki kaisha mitsui sumitomo finansharu gurūpu) (TYO: 8316
, NYSE: SMFG) er en japansk bank- og finansvirksomhed etableret af Sumitomo Mitsui Banking Corporation i 2002. Koncernen har hovedsæde i Chiyoda i Tokyo. I 2013 havde koncernen aktiver for 1.497 mia. amerikanske dollars, hvilket gjorde den til Japans fjerdestørste bankkoncern og verdens 21. største. Koncernen har 62.379 ansatte (2011).
Den er en af Japans tre megabanker. De øvrige to er Mitsubishi UFJ Financial Group og Mizuho Financial Group.

## Datterselskaber
- Sumitomo Mitsui Banking Corporation
- Sumitomo Mitsui Card Company. Limited
- Sumitomo Mitsui Finance and Leasing Co., Ltd.
- The Japan Research Institute. Limited
- SMBC Friend Securities Co., Ltd.
- Daiwa SB Investments Ltd.
- Daiwa Securities SMBC Co., Ltd.

## Historie

### December 2002
Sumitomo Mitsui Financial Group, Inc. (SMFG) er etableres gennem aktieoverførsel fra Sumitomo Mitsui Banking Corporation. SMFG bliver børsnoteret på Tokyo Stock Exchange, Osaka Securities Exchange og Nagoya Stock Exchange.

### Februar 2003
Sumitomo Mitsui Card Company, Limited, SMBC Leasing Company, Limited og The Japan Research Institute bliver 100 % ejede datterselskaber til SMFG.